# Ante Čiliga
Ante Čiliga (Šegotići, 1898. február 20. – Zágráb, 1992. október 21.) horvát kommunista politikus, újságíró. A Jugoszláv kommunista párt egyik alapító tagja. A sztálinizmussal való szembefordulása teszi híressé.

## Élete és munkássága
A Šegotići nevű isztriai faluban született. Erősen hatott rá szülőföldjének etnikai tarkasága, később egyszerre vallotta magát szlávnak és franciának.
A párton belül a Politikai Bizottság tagja lett, majd a Borba című lap főszerkesztője, és a párt Horvátország ügyeivel megbízott regionális titkára. 1925 után először Bécsbe mint a JKP megbízottja, majd 1926 októberétől a Szovjetunióba költözött, ahol 1935 decemberéig maradt. Az első három évet Moszkvában töltötte, ahol tanította a pártiskolában a jugoszláv emigránsokat. 1930-ban a leningrádi kommunista egyetemen oktatott. Az állambiztonság (GPU) letartóztatta, majd deportálta mert a szovjettől eltérő nézeteket fejtett ki. Három évet börtönben, majd két és fél évet szibériai száműzetésben töltött. Végül egy Gulag-táborban kötött ki. Öt év eltelte után sikerül elhagynia a Szovjetunió területét. Ez után Franciaországban és Olaszországban él. A JKP-ből 1929-ben zárták ki.
Ez után nem kívánt semmilyen politikai formációhoz tartozni, noha szocialista és demokratikus elveket vallott. Miután elhagyta a kommunizmust, anarchista teoretikus lett. Antisztálinista könyvét, A nagy hazugság országában címűt először franciául publikálta, könyve hírnevet szerzett neki. Életútja kanyargós, művei ma is érdekesek, olvasottak.

## Művei
Művei többnyire nem olvashatók magyarul. Angolra is franciából fordították őket:
- A nagy hazugság országában (Au Pays du Grand Mensonage) – később angol címe The Russian Enigma (Az orosz rejtély) lett ismertté – először 1938-ban jelent meg egy francia baloldali kiadónál. Ebben Szovjetunióbéli tapasztalatairól ír. Ezt a  the Labour Book Service adta ki 1940-ben. A teljes szövegét az Ink Links adta ki 1979-ben.
- Siberie, terre de l'exil et terre de l'industrialisation. 1950.

## Magyarul olvasható
- Ante Ciliga: A kronstadti lázadás = Anarchizmus. Századvég kiadó, Budapest, 1991. (The Kronstadt Revolt, pamfletjét eredetileg a the Freedom Press publikálta 1942-ben.) Az interneten is megtalálható: http://www.elib.hu/02000/02003/html/index.htm

## Róla szóló irodalom
- "From Tito and the Comintern", Revolutionary History, Vol.8 No.1.
- Anton Ciliga, The Russian Enigma, Ink-Links, 1979.